# Paraflatoides angustata
Paraflatoides angustata är en insektsart som först beskrevs av Melichar 1902.  Paraflatoides angustata ingår i släktet Paraflatoides och familjen Flatidae. Inga underarter finns listade i Catalogue of Life.